# Ресторанный критик
Ресторанный критик — специалист в области кулинарии и ресторанного бизнеса, занимающийся профессиональным рецензированием заведений общественного питания. Как правило, является журналистом, сотрудником (или колумнистом) какого-либо периодического печатного (газета, журнал) или интернет-издания, публикующего отзывы о ресторанах, барах и кафе. В сферу его интересов входит оценка кухни, винной карты, уровня обслуживания, интерьера и общей атмосферы заведения. Сборник рецензий о ресторанах может выпускаться отдельным изданием в виде путеводителя по ресторанам (ресторанного гида).
Также существуют кулинарные критики и кулинарные писатели, которые специализируются на описании и критике тех или иных блюд, рассказах о способах и приёмах приготовления пищи, но не занимаются оценкой заведений.

## Интересная информация
- В 2003 году итальянский ресторанный критик Эдуардо Распелли (итал. Edoardo Raspelli) выступил с резкими заявлениями относительно качества блюд в ресторанах быстрого питания McDonald’s, назвав Биг Мак «скотской пищей», а картофель-фри «похабной и отдающей вкусом бумаги». Юристы McDonald’s подали в суд, оценив нанесённый компании моральный ущерб в 20 миллионов долларов[1].
- В 2004 году Паскаль Реми (фр. Pascal Rémy), человек, 16 лет проработавший инспектором Michelin, опубликовал книгу L’inspecteur se met a table («Инспектор садится за стол»). Книга мгновенно вызвала громкий скандал. Автор утверждает, что самый авторитетный мировой ресторанный гид — необъективен, а рестораны нередко получают звёзды незаслуженно. Вскоре после выхода книги Паскаль Реми был уволен из Michelin[2].
- В 2011 году ресторанные критики Александр Лаврин и Дмитрий Алексеев выступили с обращением к компании Unilever воздвигнуть памятник ресторанному критику Алексею Зимину, снявшемуся в рекламе супового кубика Knorr и называющему этот продукт быстрого приготовления, содержащий глутамат натрия, а также химические усилители вкуса и запаха, «лучшим открытием в кулинарии» и «душой своей кухни». Памятник должен быть выполнен в виде пирамиды, символизирующей собой кулинарную эволюцию. В её основании будут находиться Огюст Эскофье, Люсьен Оливье, Поль Бокюз, Пьер Ганьер и другие знаменитые шеф-повара. А вершину пирамиды займет Алексей Зимин, держащий в вытянутой руке кубик Knorr[3].